# Elisabeth van Anhalt-Dessau

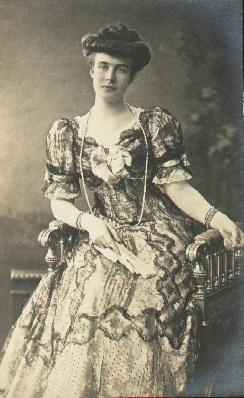
Prinses Elisabeth van Anhalt-Dessau

Elisabeth Maria Frederike Amalia Agnes van Anhalt-Dessau (Wörlitz, 7 september 1857 - Neustrelitz, 20 juli 1933 was een prinses van Anhalt-Dessau uit het huis der Ascaniërs.
Zij was het derde kind en de oudste dochter van Frederik I van Anhalt en Antoinette van Saksen-Altenburg. Op 17 april 1877 trad zij te Dessau in het huwelijk met Adolf Frederik V van Mecklenburg-Strelitz. Het paar kreeg vier kinderen:
- Marie (1878-1948), gehuwd met Julius Ernst, zoon van Ernst van Lippe-Biesterfeld
- Jutta (1880-1946), gehuwd met Danilo, kroonprins van Montenegro, zoon van Nicolaas I van Montenegro
- Adolf Frederik VI George Ernst Albert Eduard (1882-1918)
- Karel Borwin Christiaan Alexander Arthur (1888-1908)

Als groothertogin van Mecklenburg-Strelitz zette zij zich in voor verschillende liefdadige projecten, vooral in de gezondheidszorg en het onderwijs.